# 马建民
马建民（1911年6月1日—1985年8月30日），河北深泽县故城村人。中华人民共和国政治人物。是中国女作家杨沫的丈夫、作家马波（即老鬼）之父。

## 生平

### 早年经历
1911年6月1日出生在河北省深泽县故城村一个贫农家庭。父亲马让，母亲宋文素；身为家中长子，下有两弟两妹。从1925年到1927年，全家省吃俭用供他上了深泽县城厢小学，读了两年半高小。
1926年底在深泽县上高小时，经教师王肇兴介绍参加了共青团。1927年入保定同仁中学。因思想言论激进，于1929年5月被学校当局开除学籍。
1929年下半年到保定景仁中学读书，到寒假时，因在全校大会上讲话声援保定第二师范的学潮，又被景仁学校开除。
1930年，随同保定市委书记魏十篇去河南浚县教书，转为中国共产党党员。
1932至1937年，先后在河北省涿县、宛平县琉璃河、北京《世界日报》从事中共地下工作。

### 抗战时期
七七事变后，回到老家河北省深泽县，从事抗日活动，先后担任过中共安国县委书记、冀中导报社党支部副书记、霸县县长兼冀中十分区战报社社长、十分区第一联合县县长、专员公署秘书、主任、十分区抗联主任兼党支部书记、晋察冀中央局党校九队党支部委员。北平市委宣传部新闻要报主任兼党支部书记。

### 内战时期
解放战争时期，历任北平军调部中央解放三日刊副经理、党支部副书记、《晋察冀日报》社、《人民日报》社、《北京解放报》社秘书长、党支部书记。

### 建国以后
文革之前，历任中央人民政府新闻总署党委书记、办公厅副主任、政务院文教委员会办公厅副主任、国务院第二办公室计财局副局长、北京师范大学副校长、党委副书记、代理书记。
文革之后，任中国社会科学院历史研究所党委书记。

## 为人[1]
在“马建民遗体告别仪式”上，曾与父亲相互仇视敌对三十多年的马波目睹很多当年北师大的学生对“马校长”由衷称赞尊敬，以至痛哭哀念，感到震惊。
在经过调查、回忆与思索之后，马波才看到这个对自家孩子粗暴苛刻的父亲人生的另一面，竟有种种盛德。
一、在抗战中对敌斗争坚决，多次以大智大勇取胜，在当年冀中十分区一带人望极高，口碑流传逾半个世纪。
二、从来不求高职与闻达，更不攀附。二十世纪五十年代初曾对省委文教书记之位辞谢不就；在北师大任职多年，只求服务，不恤权谋；妻子杨沫以《青春之歌》成名后，不附骥尾，百计回避；曾与张春桥在《晋察冀日报》同事并相熟，而在文革中自己挨批斗、“靠边站”，十年中绝勿与张联系。
三、工作务实，拒绝趋“左”。在1957年反右运动和1959年党内“反右倾”风潮之后，他在北师大主持会议时从无浮夸言论，只说“大实话”；在安排学校教学工作时，多次力主大胆启用已被打成“右派”的教授和学者；1962年“七千人大会”以后，在北师大积极推进为右派“摘帽”以及为运动中曾受批判的员工甄别平反；注重培养人才，反对对学生滥扣“走白专道路”的帽子，为毕业生分配工作之事悉心负责；爱护干部，对曾受到极左打击的人照常信用等等。
四、生活朴素，不要特权。不要警卫员；不要公家分配的汽车，骑车上班；三年困难时期，不要学校给予的特殊照顾，跟群众一样营养不良，腿部浮肿。
五、不乏人情义气之举。在《吕正操回忆录》有记载的捐出土地抗战的开明神士王新（王汉秋），土改中仍被定为地主，判处死缓，1960年饿死狱中。马建民为之不平，奔走呼吁，直至自己病发去世，其身后乃由杨沫完成为王新的平反正名。又，抗战时期多次掩护八路军的一“堡垒户”，土改时仍被划为富农，处境很差，马建民在60年代将其接到家帮自己料理家务，解决了她的生活困难。此外，生活中克己似悭，却肯拿钱助人，行若平常。